# Franco Anastasi
Franco Anastasi (Palermo, 1887 – Napoli, 1964) è stato un pittore italiano.

## Biografia
Suoi quadri sono nel Museo Nazionale di S. Martino in Napoli (Ritratto del suo Maestro Francesco Lojacono), nella Galleria del Municipio di Napoli, nel Circolo Artistico di Napoli, nel Banco di Napoli e nel Banco di Sicilia a Palermo.